# Воздвиженский (Приморский край)
Воздви́женский — железнодорожная станция (тип населённого пункта) в Уссурийском городском округе Приморского края России. Входит в состав Воздвиженской территории.

## География
Населённый пункт находится в 18 км к юго-востоку от Уссурийска.
От станции Дубининский села Михайловка к станции Воздвиженский идёт хордовая линия в обход Уссурийска.
От станции Воздвиженский идут подъездные пути к селу Новоникольск и к военному аэродрому Воздвиженка.
Расстояние по автодороге до села Воздвиженка на юго-восток около 10 км.

## Население
| 2002 | 2010 |
| ---- | ---- |
| 94   | ↘75  |

## Улицы
| - ул. 3 Бригада, - ул. 9 км, - ул. Привокзальная. |

## Транспорт
В населённом пункте расположен разъезд Воздвиженский.